# WWB 442–477
Die WWB 442–477 waren 36 vierachsige Güterzuglokomotiven, die von der Lokomotivfabrik Charkow für die Warschau-Wiener Eisenbahn gebaut wurden. Die Lokomotiven  galten als eine normalspurige Variante der Russischen Baureihe Ч und wurden als Nachbau der WWB 401–441 gefertigt. Ab 1912 trugen alle Lokomotiven die Bezeichnung ЧВX (deutsche Transkription TschWCh).
Einige Lokomotiven wurden nach dem Ersten Weltkrieg bei den PKP eingesetzt und dort als Tp108 bezeichnet. Von den Lokomotiven waren während des Zweiten Weltkrieges 22 Lokomotiven bei der Deutschen Reichsbahn im Dienst. Sie wurden bis Anfang der 1950er Jahre ausgemustert und verschrottet.
Die Basisversion der WWB 442–477 wurde später umkonstruiert in die Reihe ЧВП mit Heißdampfausführung.

## Geschichte
1905 war weiterer Bedarf von Güterzuglokomotiven für die Warschau-Wiener Eisenbahn auf Basis der WWB 401–441 erforderlich. Als zur gleichen Zeit die Regierung von Russland entschied, nur noch Lokomotiven im Inland zu beschaffen, kaufte die Lokomotivfabrik Charkow die Konstruktionsunterlagen von Hanomag und lieferte als Folge bis 1909 36 weitere Maschinen aus, die als WWB 442–477 nummeriert wurden. Die Verbunddampflokomotiven unterschieden sich von denen von Hanomag nur in geringen Details.

## Russische Baureihe ЧВX
Mit der Vereinheitlichung der Lokomotivbezeichnungen im Jahr 1912 wurden die Lokomotiven als ЧВX (deutsche Transkription TschWCh) bezeichnet. Obwohl die Lokomotiven fast identisch mit den Vorgängerbaureihen waren, bekamen sie eine andere Baureihenbezeichnung, weil sie nicht nach preußischen oder österreichischen Standard aufgebaut waren.

## PKP-Baureihe Tp108
Insgesamt wurden nach einer Ministeriumsliste 1927 vierzehn Lokomotiven von den PKP übernommen und als Tp108-1–14 bezeichnet, 1940 wurde die Tp108-13 ausgemustert. 1939 waren noch 13 Lokomotiven in Betrieb, nach dem Überfall auf Polen wurden sie von der Deutschen Reichsbahn weiterverwendet. Nach Ende des Zweiten Weltkrieges befanden sich fünf Exemplare in Polen und bekamen vorübergehende Nummerierungen. Bis 1950 wurden diese Lokomotiven ausgemustert.

## DR-Baureihe 55.61
Die von der Deutschen Reichsbahn übernommenen und als 55 6111–6122 bezeichneten Lokomotiven wurden nach dem Zweiten Weltkrieg nicht mehr eingesetzt. Sechs Exemplare befanden sich auf dem Gebiet der Bundesrepublik Deutschland und wurden bis 1951 verschrottet. Zwei Lokomotiven auf dem Gebiet der DDR wurden 1950 ausgemustert.